# Rhinophis melanoleucus
Rhinophis melanoleucus — вид змій з родини щитохвостих (Uropeltidae). Описаний у 2020 році.

## Поширення
Ендемік Індії. Відомий лише у лісі Лаккіді в окрузі Ваянад у штаті Керала на південному заході країни. Мешкає у вічнозеленому лісі у Західних Гатах на висоті 750-850 м.